# Hampstead (wijk)
Hampstead is een plaats in de borough Camden, Londen, 6,4 km ten noordwesten van Charing Cross. Het dichtstbijzijnde vliegveld is London City (LCY) Airport, 16 km en London Heathrow (LHR) 22 km.

## Karakterisering
Hampstead is bekend vanwege zijn bekende inwoners en het park Hampstead Heath. Het is een van de duurste gedeelten van Londen met huizenprijzen in 2008 tot 50 miljoen pond. Ook telt Hampstead meer miljonairs dan enig ander kiesdistrict in het Verenigd Koninkrijk. Een bezoek waard zijn Hampstead Heath, Parliament Hill, Kenwood House, Hampstead Pergola & Hill Gardens, Highgate Cemetery, The Spaniards Inn. In de Georgiaanse gebouwen en steegjes van het pittoreske Hampstead Village zijn kleine boetieks, chique restaurants en diverse pubs gevestigd.

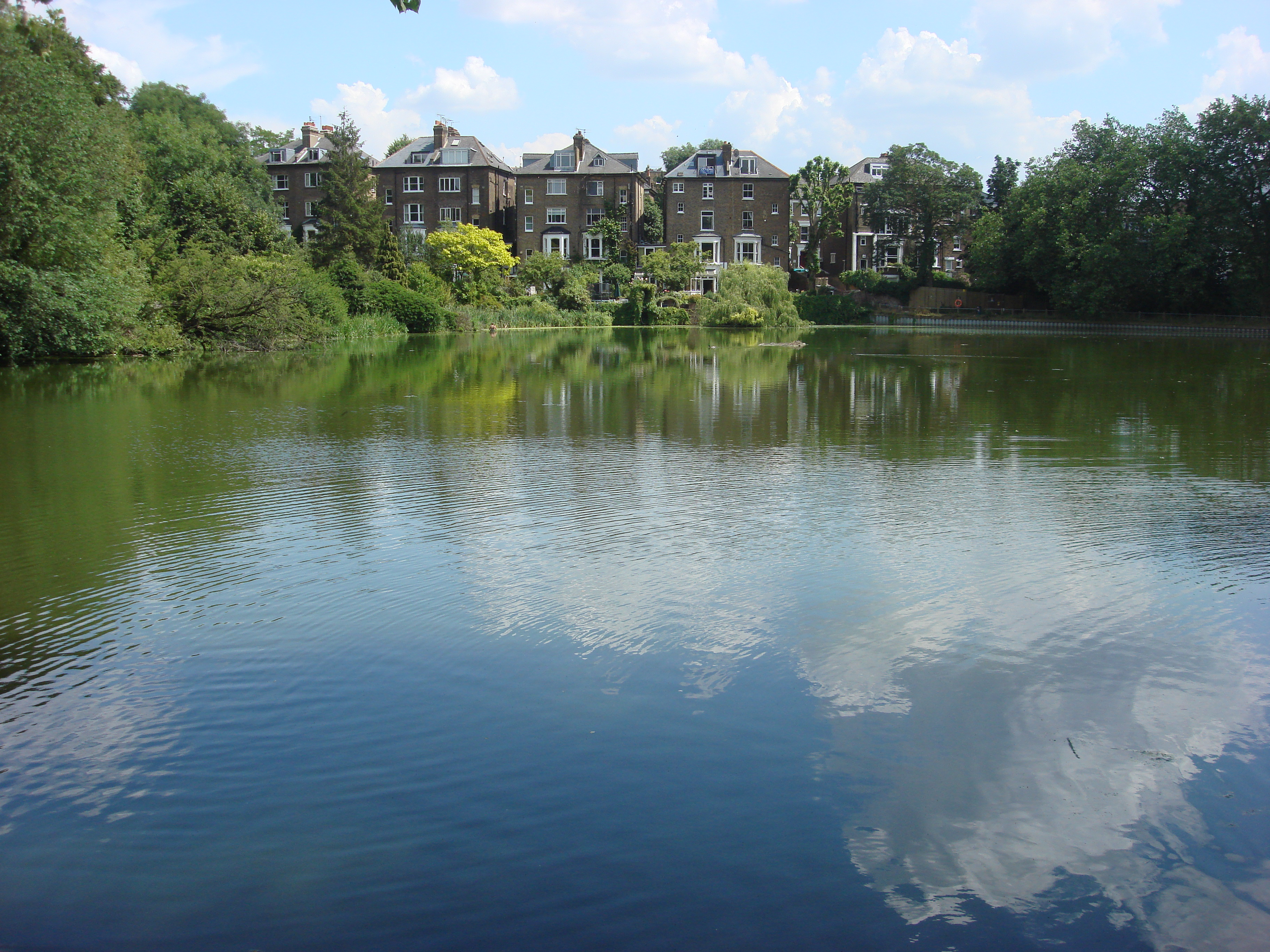
Hampstead

## Bekende inwoners van Hampstead
Hampstead was eind 19e eeuw bekend vanwege de schrijvers, artiesten en architecten die er woonden en die er een culturele gemeenschap van maakten. De fictieve romanschrijver Patrick Glover (Patrick Cargill) uit de Britse sitcom Father, Dear Father (O, mijn papa) woonde in Hampstead.
In de jaren 1930 was de wijk een toevluchtsoord voor artiesten die gevlucht waren voor de nazi's.

### Geboren
- Geoffrey Scott (1884-1929), architectuurcriticus
- Edgar Douglas Adrian (1889-1977), elektrofysioloog en Nobelprijswinnaar (1932)
- Evelyn Waugh (1903-1966), schrijver
- Cecil Beaton (1904-1980), fotograaf
- Nicholas Winton (1909-2015), verzetsstrijder in de Tweede Wereldoorlog
- Andrew Huxley (1917-2012), fysioloog, biochemicus en Nobelprijswinnaar (1963)
- Graham Hill (1929-1975), autocoureur
- Josephine Tewson (1931-2022), actrice
- Elizabeth Taylor (1932-2011), actrice
- Nicolas Coster (1933-2023), Brits-Amerikaans acteur
- Alan Ayckbourn (1939), blijspelauteur
- Dusty Springfield (1939-1999), zangeres
- Alan Blaikley (1940-2022), liedjesschrijver en producer
- Tony Meehan (1943-2005), drummer
- Marianne Faithfull (1946-2025), zangeres
- Francis Monkman (1949-2023), toetsenist
- Adrian Borland (1957-1999), zanger, songwriter, gitarist (The Sound) en platenproducent
- Stephen Fry (1957), komiek, schrijver, acteur en presentator
- Damon Hill, (1960), autocoureur
- Saul Hudson, alias Slash (1965), gitarist
- Max Minghella (1985), acteur

### Inwoners (elders geboren)

#### Vroeger
Mensen die in Hampstead hebben gewoond:
- Sir A.J. Ayer - filosoof
- Sir Arnold Bax - impressionistisch componist
- Sybille Bedford - schrijver
- Sir Isaiah Berlin - filosoof, historicus
- William Blake - dichter, schrijver, schilder
- Dirk Bogarde - acteur
- Marcel Breuer - Hongaars architect
- Ford Madox Brown - schilder
- Sir Richard Burton - ontdekkingsreiziger
- Lord Byron - dichter
- John le Carré - schrijver
- Agatha Christie - schrijver
- John Constable - artiest
- Peter Cook - schrijver en komiek
- Charles Dickens - schrijver
- Edward Elgar - componist
- T.S. Eliot - dichter
- Luis Ricardo Falero - schilder
- Ian Fleming - schrijver
- Sigmund Freud - psycholoog
- Naum Gabo - artiest
- Hugh Gaitskill - leider van de Labour Party (1955-63)
- Ernő Goldfinger - architect
- Sir Ernst Gombrich - kunsthistoricus
- Alan Gowen - musicus
- Walter Gropius - architect en ontwerper
- Thom Gunn - dichter
- Sir Rowland Hill - onderwijzer
- John Keats - dichter
- Lillie Langtry - actrice
- D.H. Lawrence - schrijver
- Berthold Lubetkin - architect
- A.A. Milne - schrijver
- Lee Miller - fotograaf, model, actrice, oorlogscorrespondent
- Piet Mondriaan - schilder
- Sir Henry Moore - beeldhouwer
- Florence Nightingale - verpleegster
- Jamie Oliver - kok
- George Orwell - schrijver
- Sir Roger Penrose - wiskundige, psycholoog, filosoof
- Roland Penrose - artiest, surrealist, oprichter van het Institute of Contemporary Arts (ICA)
- J.B. Priestley - schrijver
- Robert Louis Stevenson - schrijver
- H.G. Wells - schrijver
- William Wordsworth - dichter

#### 2006 of later
Hampstead was per 2006 of later het onderkomen van:
- Ricky Gervais - komiek
- Hugh Laurie - acteur
- Sean Bean - acteur
- Tom Bent - acteur
- Björk - zangeres
- Helena Bonham Carter - actrice
- Boy George - zanger
- Kenneth Branagh - acteur, regisseur
- Alfred Brendel - pianist
- Tim Burton - regisseur
- John le Carré - schrijver
- Ronnie Carroll - zanger
- Constantijn II van Griekenland - koning
- Russell Crowe - acteur
- Melanie C (Sporty Spice) - zangeres
- Ralph Fiennes - acteur
- Michael Foot - politicus, journalist
- Liam Gallagher - zanger
- Malcolm Glazer - zakenman en sportclubeigenaar
- Thierry Henry - voetballer
- Nicole Merry-Henry - supermodel
- Aljaksandr Hleb - voetballer
- Rex Harrison - acteur
- Jeremy Irons - acteur
- Jens Lehmann - voetballer
- Harry Styles - zanger
- Fredrik Ljungberg - voetballer
- Anthony Minghella - regisseur, scenarioschrijver
- George Michael - zanger
- Peter O'Toole - acteur
- Jamie Oliver - kok
- Robin van Persie - voetballer
- Brad Pitt - acteur
- Robert Pirès - voetballer
- Jude Rawlins - regisseur, zanger, liedjesschrijver, gitarist
- Tim Roth - acteur
- Sir Ridley Scott - regisseur
- Gordon Sumner, bekend als Sting - zanger
- Emma Thompson - actrice
- Thomas Vermaelen - voetballer
- Emma Watson - actrice
- Billie Whitelaw - actrice
- Kate Winslet - actrice